# Raiamas
Raiamas ist eine Gattung räuberisch lebender Karpfenfische, die im tropischen Süd- und Südostasien und in Afrika vorkommt.

## Merkmale
Raiamas-Arten besitzen einen langgestreckten, seitlich abgeflachten Körper und werden 5 bis 30 cm lang. Ihr Maul ist groß, die Maxillare lang und reicht normalerweise bis hinter den Augenmittelpunkt. Die Schwanzflosse ist gegabelt, die Afterflosse länger als die Rückenflosse. Die Rückenflosse ist im Allgemeinen ohne auffällige Farben und Muster. Oberhalb der [Bauchflosse]n sitzen einige vergrößerte zugespitzte Schuppen. Männchen und Weibchen unterscheiden sich nur geringfügig. Der Laichausschlag der Männchen ist nur schwach.

## Arten
Es gibt 19 gültig beschriebene Arten. Wahrscheinlich ist die Gattung nicht monotypisch. Die afrikanischen Raiamas-Arten sind wohl näher mit den afrikanischen Bärblingsgattungen Chelaethiops , Leptocypris, Mesobola, Neobola und Opsaridium verwandt als mit den asiatischen Raiamas-Arten, die basal zu der afrikanischen Gruppe stehen.
asiatische Arten
- Raiamas bola (Hamilton, 1822) (Typusart)
- Raiamas guttatus (F. Day, 1870)

afrikanische Arten
- Raiamas ansorgii (Boulenger, 1910)
- Raiamas brachyrhabdotos Manda et al., 2018 (Typusart)
- Raiamas batesii (Boulenger, 1914)
- Raiamas buchholzi (Peters, 1876)
- Raiamas christyi (Boulenger, 1920)
- Raiamas intermedius (Boulenger, 1915)
- Raiamas kheeli Stiassny, Schelly & Schliewen, 2006
- Raiamas levequei Howes & Teugels, 1989
- Raiamas longirostris (Boulenger, 1902)
- Raiamas marqueti Manda et al., 2018 (Typusart)
- Raiamas moorii (Boulenger, 1900)
- Raiamas nigeriensis (Daget, 1959)
- Raiamas salmolucius (Nichols & Griscom, 1917)
- Raiamas scarciensis Howes & Teugels, 1989
- Raiamas senegalensis (Steindachner, 1870)
- Raiamas shariensis (Fowler, 1949)
- Raiamas steindachneri (Pellegrin, 1908)